# Abbaye Saint-Benoît de Polirone
L'abbaye Saint-Benoît de Polirone (en italien abbazia di San Benedetto in Polirone) est une ancienne abbaye bénédictine italienne, située à une douzaine de kilomètres au sud-est de Mantoue (actuelle commune de San Benedetto Po), fondée en 1007, supprimée en 1797. Elle fut l'une des plus importantes et des plus riches de la péninsule, avec de vastes biens fonciers et de nombreux prieurés.

## Histoire

### Moyen Âge
À l'origine, le site formait une île entre deux branches du Pô, le Po Vecchio au sud et le Lirone au nord, d'où le nom de Polirone. Auparavant propriété des évêques de Mantoue, il fut acquis vers 961 par le comte Adalbert Atto de Canossa († 988). Son fils le comte Tebald († 1012) transforma une vieille chapelle qui préexistait en une basilique dédiée à sainte Marie et aux saints Benoît, Pierre et Michel l'Archange, et ensuite, en juin 1007, fonda un monastère bénédictin, avec au début seulement sept moines, dont saint Siméon de Polirone († 26 juillet 1016), un religieux voyageur d'origine arménienne selon la tradition. Son fils et successeur Boniface († 1052) développa l'institution par des donations et par la construction d'une nouvelle église dédiée à saint Siméon (dont il promut activement la canonisation) et d'un baptistère Saint-Florian dont il reste un campanile. En 1077, séjournant au château de Canossa, le pape Grégoire VII s'entendit avec la comtesse Mathilde pour affilier le monastère à l'ordre de Cluny et en faire un important centre de diffusion de la réforme grégorienne.
Seul monastère clunisien de Lombardie, l'établissement s'enrichit alors de nombreuses donations privées. À sa mort en 1115, la comtesse Mathilde y fut inhumée. L'église abbatiale fut reconstruite dans les années 1130 sur le modèle de Cluny. Le XIIe siècle fut aussi une période faste pour le scriptorium. Aux XIIIe et XIVe siècles, il y eut une longue période de décadence.

### Renaissance

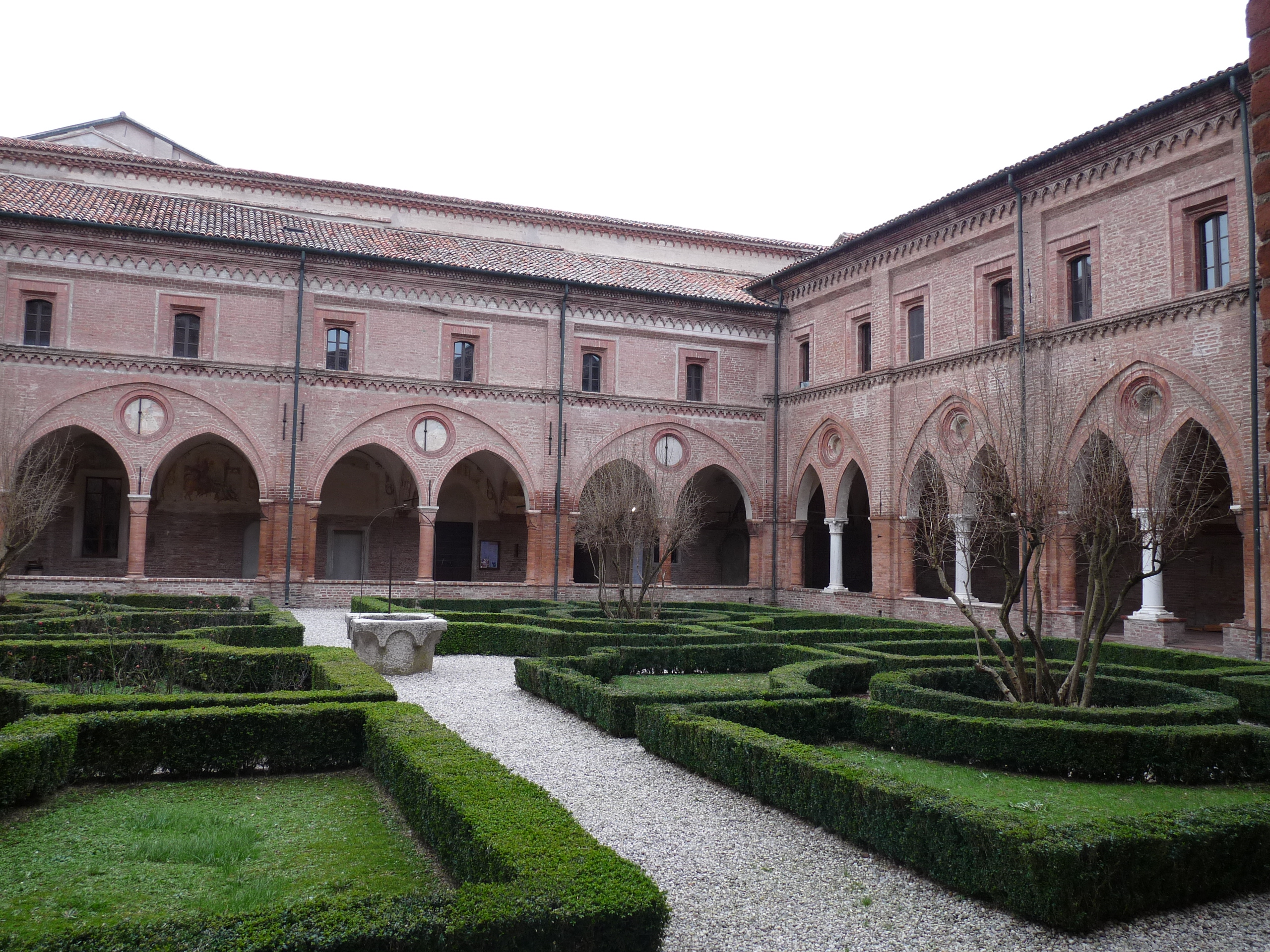
Le cloître des séculiers

En 1409, le noble vénitien Ludovico Barbo devint abbé de Sainte-Justine de Padoue, autre monastère clunisien tombé en complète décadence, où ne restaient que trois moines résidents et où toute clôture était abandonnée ; il rétablit la discipline et repeupla l'établissement. Il se forma autour de son monastère une congrégation dont en 1417 il demanda la confirmation au pape Martin V, qui venait d'être élu au concile de Constance. En 1419, Guy de Gonzague († 1459), fils illégitime de François Ier de Gonzague et demi-frère de Jean-François, devint abbé commendataire de Saint-Benoît de Polirone et s'efforça d'abord d'y restaurer la discipline : il sollicita le rattachement de son monastère à la congrégation de Sainte-Justine de Padoue, et c'est en fait à Saint-Benoît de Polirone que se tint en 1424 le premier chapitre général, où Ludovico Barbo fut élu premier président général. Cette congrégation bénédictine fut appelée plus tard « congrégation du Mont-Cassin », après que la fameuse abbaye-mère de l'ordre bénédictin y eut adhéré en 1504.
L'abbé Guy de Gonzague fit effectuer d'importants travaux architecturaux. En 1441, il créa une prepositura pour l'administration d'une large portion des vastes possessions du monastère, et la famille Gonzague en garda ensuite le contrôle. L'abbaye devint alors un brillant foyer d'humanisme. Martin Luther y séjourna en 1510 lors de son voyage à Rome (et fut scandalisé par la splendeur du décor). Mais elle acquit surtout un grand lustre grâce à Gregorio Cortese, qui entra comme moine à Saint-Benoît de Polirone en 1507 et y resta d'abord jusqu'en 1515 (étant notamment maître des écoles), puis y revint en 1538 pour en devenir l'abbé et y reçut la barrette de cardinal le 4 juillet 1542. Vers 1513, il fut associé à la conception d'une fresque que le Corrège peignit dans le réfectoire. En 1539, il confia la reconstruction de l'église abbatiale à Giulio Romano (qui travailla en respectant les anciennes structures). Parmi les artistes ayant alors travaillé pour l'abbaye, il faut également citer Girolamo Bonsignori (une Cène à la Léonard dans le réfectoire), le sculpteur Antonio Begarelli (32 statues de saints commandées en 1542 et 1559), et aussi Paul Véronèse, à qui furent commandés trois retables en 1562.

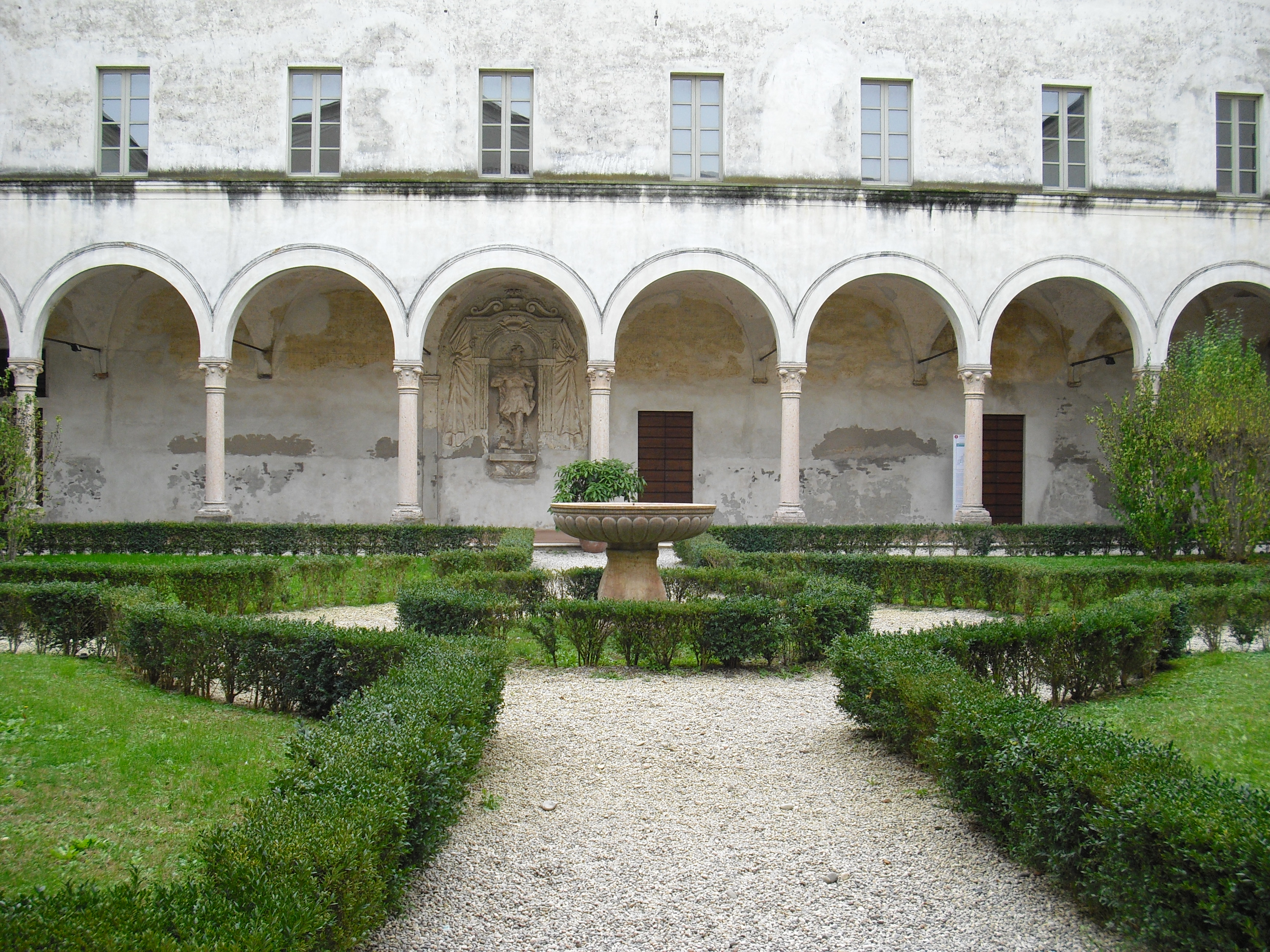
Cloître

## État actuel
L'abbaye a été supprimée le 9 mars 1797. Les livres de la bibliothèque ont été transférés à la bibliothèque communale de Mantoue.
Du complexe monastique, il reste l'église abbatiale Saint-Benoît, la chapelle Saint-Martin (anciennement Sainte-Marie), trois cloîtres (cloître Saint-Benoît, cloître Saint-Siméon et cloître des séculiers), l'infirmerie, le réfectoire, le palais abbatial et la salle capitulaire. Ce n'est qu'une partie de l'imposant ensemble qui existait au XVIe siècle, dont une représentation est conservée aux archives de l'abbaye Saint-Pierre de Pérouse. Les éléments principaux datent des XVe et XVIe siècles, mais on peut également admirer des pavements de mosaïque datant du XIIe siècle (notamment, dans la chapelle Saint-Martin, un pavement daté de 1151 représentant les quatre vertus cardinales et des guerriers combattant des animaux fantastiques). 
Les bâtiments abritent depuis 1977 le Museo Civico Polironiano, qui est un des plus importants musées de culture populaire d'Italie.